# Murici FC
A Murici Futebol Clube labdarúgó csapatát 1997-ben a brazíliai Murici településén hozták létre. Az Alagoano állami bajnokság tagja.

## Sikerlista

### Állami
- 1-szeres Alagoano bajnok: 2010

## Játékoskeret
2015-től
| # |     | Poszt | Név            |
| - | --- | ----- | -------------- |
|   | BRA | K     | Léo            |
|   | BRA | K     | Dias           |
|   | BRA | V     | Mineiro        |
|   | BRA | V     | Flávio Kaká    |
|   | BRA | V     | Odair          |
|   | BRA | V     | Branco         |
|   | BRA | V     | Jean           |
|   | BRA | V     | Marcio Paraíba |
|   | BRA | V     | Leandro Mendes |
|   | BRA | V     | Luiz Alberto   |
|   | BRA | KP    | Joelmisson     |
|   | BRA | KP    | Geninho        |

| # |     | Poszt | Név            |
| - | --- | ----- | -------------- |
|   | BRA | KP    | Dudé           |
|   | BRA | KP    | Berg           |
|   | BRA | KP    | Marcinho       |
|   | BRA | KP    | Gustavo        |
|   | BRA | KP    | Everlan        |
|   | BRA | KP    | Charles Vagner |
|   | BRA | KP    | Rambo          |
|   | BRA | CS    | Diogo França   |
|   | BRA | CS    | Val Paraíba    |
|   | BRA | CS    | Alexsandro     |
|   | BRA | CS    | Alexandre      |